# Crouay
Crouay ist eine französische Gemeinde im Département Calvados in der Region Normandie mit 507 Einwohnern (Stand: 1. Januar 2022). Crouay gehört zum Arrondissement Bayeux und zum Kanton Trévières. Die Einwohner werden Crocusiens genannt.

## Geografie
Crouay liegt etwa elf Kilometer westlich von Bayeux. Umgeben wird Crouay von den Nachbargemeinden Mosles im Norden, Tour-en-Bessin im Osten und Nordosten, Cottun im Osten, Campigny im Südosten, Le Tronquay im Süden, Le Molay-Littry im Süden und Südwesten, Le Breuil-en-Bessin im Südwesten sowie Blay im Westen.

## Bevölkerungsentwicklung
| 1962                      | 1968 | 1975 | 1982 | 1990 | 1999 | 2006 | 2013 |
| ------------------------- | ---- | ---- | ---- | ---- | ---- | ---- | ---- |
| 383                       | 331  | 352  | 397  | 444  | 417  | 503  | 542  |
| Quelle: Cassini und INSEE |      |      |      |      |      |      |      |

## Sehenswürdigkeiten
- Kirche Saint-Martin aus dem 13. Jahrhundert, Monument historique
- Kapelle Notre-Dame aus dem Jahre 1872
- Herrenhaus von Longeau aus dem 17. Jahrhundert

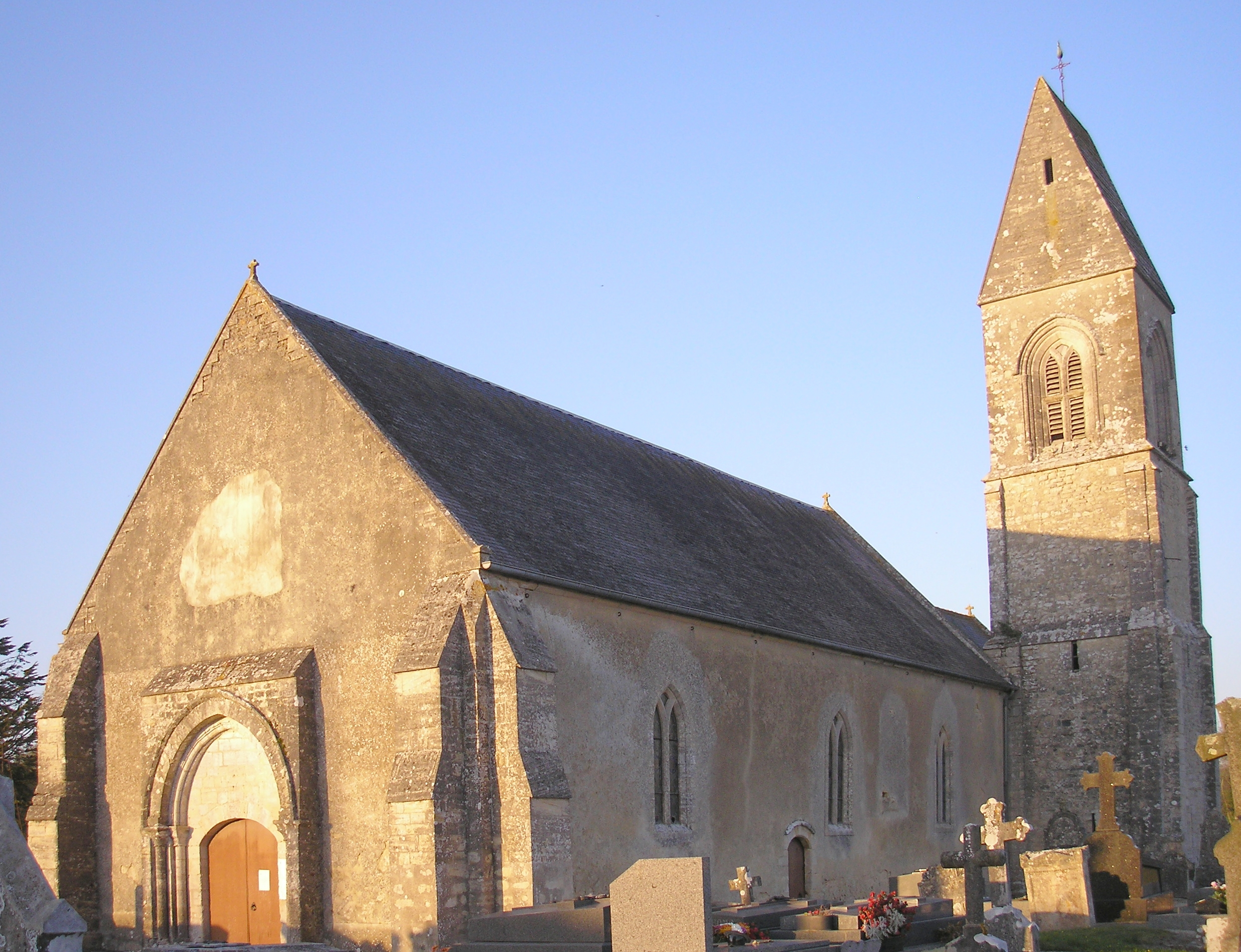
Kirche Saint-Martin

## Gemeindepartnerschaften
Mit der britischen Gemeinde Braishfield in Hampshire (England) besteht eine Partnerschaft.